# Vorderer Heinzenbach
Der Vordere Heinzenbach und der Hintere Heinzenbach sind rechte Zuflüsse des Steinbachs an dessen Oberlauf in der Waldgemarkung der Gemeinde Gaißach, die bei Lenggries im oberbayerischen Landkreis Bad Tölz-Wolfratshausen von rechts in die Isar münden.
Beide Heinzenbäche entstehen jeweils aus Gräben an den Süd- und Westhängen von Gronetseck, Luckenkopf, Brauneck und Spitzeck. Der Vordere Heinzenbach mündet etwa m unterhalb des Hinteren Heinzenbachs in den Steinbach.